# Frecuencia tremendamente baja

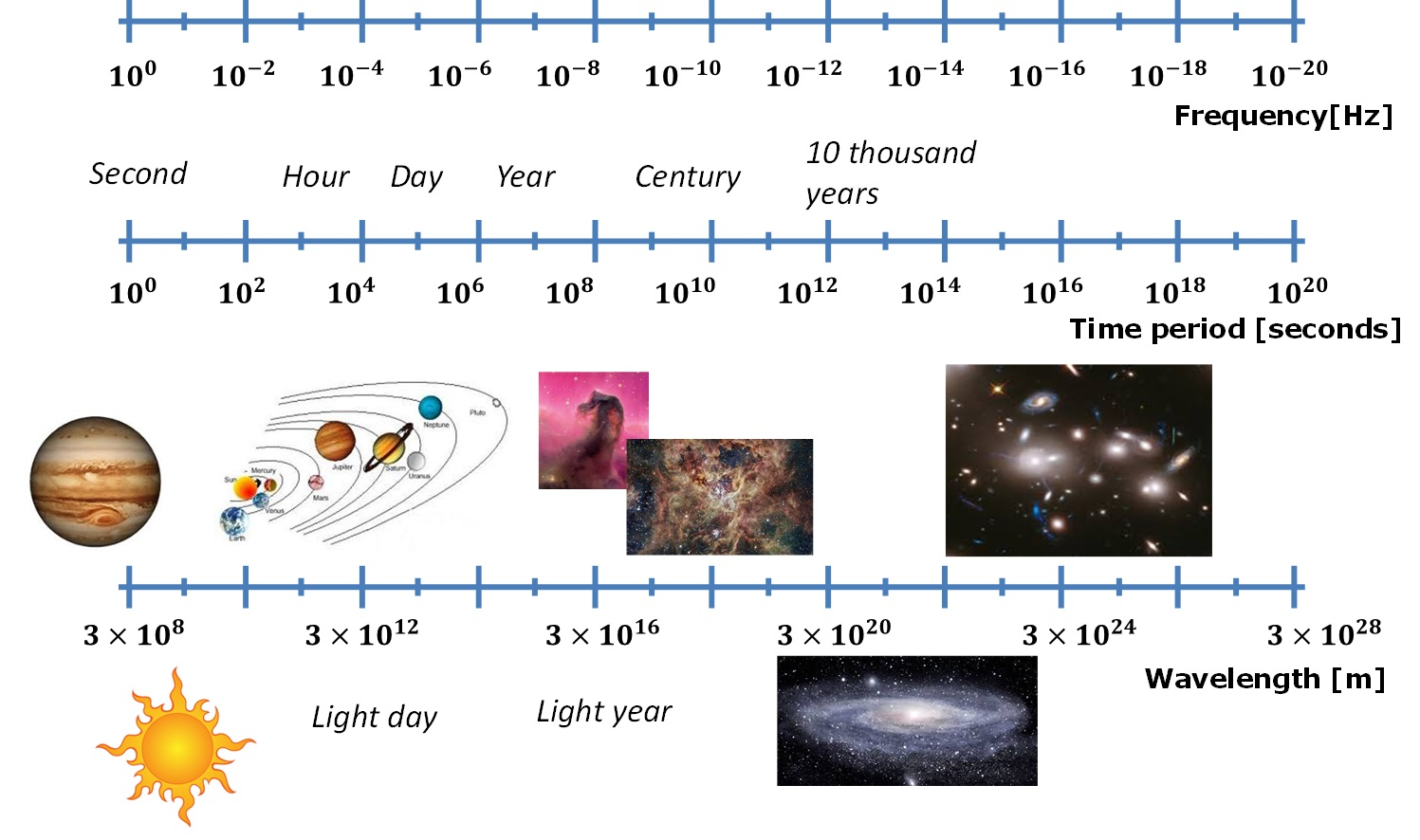
Figura 1: Espectro electromagnético de frecuencias menores a 3 hercios.

La banda de Frecuencias Tremendamente Bajas es la parte del espectro electromagnético que agrupa a las ondas con frecuencias menores a 3 hercios, las cuales son mucho más grandes que el planeta Tierra debido a que su longitud de onda es mayor a 100 000 km.
Las ondas electromagnéticas clásicas se clasifican y estudian conforme a la frecuencia (f) con la que oscilan en el tiempo, o al periodo que tienen en el espacio - comúnmente conocido como longitud de onda (λ). El conjunto de todas las frecuencias que puede tener una onda se conoce como espectro electromagnético; el cual se subdivide en subconjuntos llamados bandas de frecuencia. Cada banda del espectro agrupa y clasifica a las ondas electromagnéticas que por tener frecuencias y longitudes de onda similares también tienen comportamientos y aplicaciones parecidos. La banda de Frecuencia Extremadamente Baja es la banda con las menores frecuencias del espectro electromagnético que contempla la Unión Internacional de Telecomunicaciones (UIT), que van de 3 a 30 Hz. Sin embargo, de acuerdo a la física clásica, podrían existir (en el universo) ondas electromagnéticas con frecuencias aún menores, las cuales tendrían que ser agrupadas, clasificadas y estudiadas, en una banda adicional del espectro electromagnético, la cual tendría que incluir a las ondas con frecuencias inferiores a 3 hercios. Debido a la extrema longitud de onda que las caracteriza, que no permite que quepan dentro del planeta Tierra (y por lo tanto que no puedan ser aprovechadas u observadas fácilmente), las ondas con frecuencias menores a 3 hercios han sido poco estudiadas y en general no tienen aplicaciones prácticas en nuestra vida cotidiana. La banda del espectro que agrupa y clasifica a las ondas electromagnéticas clásicas con frecuencias menores a 3 hercios se ilustra en la figura 1. Algunos nombres que se le han asignado son: banda de Frecuencias Tremendamente Bajas (TLF); o en inglés, Super Extremely Low Frequency (SELF) band , o Under Extremely Low Frequency (UELF) band.